# Doris Hedberg
Doris Linnea Birgitta Hedberg (* 18. Februar 1936 in Skellefteå), nach Heirat später Doris Asplund, ist eine ehemalige schwedische Turnerin.

## Erfolge
Doris Hedberg gehörte bei den Olympischen Sommerspielen 1956 in Melbourne zum Kader der schwedischen Turnmannschaft, zu dem außer Hedberg noch Evy Berggren, Maude Karlén, Karin Lindberg, Ann-Sofi Pettersson-Colling und Eva Rönström gehörten. In den Einzeldisziplinen belegte sie am Schwebebalken Rang 56, am Stufenbarren Rang 49, am Sprung Rang zehn und am Boden Rang acht. Den Einzelmehrkampf beendete Hedberg auf dem 46. Platz.
Im Mannschaftsmehrkampf erzielte die schwedische Mannschaft insgesamt 428,60 Punkte, womit sie den achten Platz unter neun startenden Mannschaften erreichte. Im Wettbewerb der Gruppengymnastik mussten die Mannschaften mit einem Handgerät antreten. Die Schwedinnen, in der Besetzung zum Mannschaftsmehrkampf unverändert, wählten hierfür den Ball aus. Mit 74,200 Punkten schlossen sie den Wettkampf hinter Ungarn, die mit 75,200 Punkten Olympiasiegerinnen wurden, und vor den mit 74,000 punktgleichen drittplatzierten Mannschaften aus Polen und der Sowjetunion auf dem zweiten Platz ab, womit sie die Silbermedaille gewannen.